# Sandro Benedetti
Sandro Benedetti (Marino, 2 settembre 1933 – Albano Laziale, 22 giugno 2024) è stato un architetto e storico dell'architettura italiano, attivo soprattutto nell'ambito dell'architettura religiosa cattolica all'indomani del Concilio Vaticano II.

## Biografia

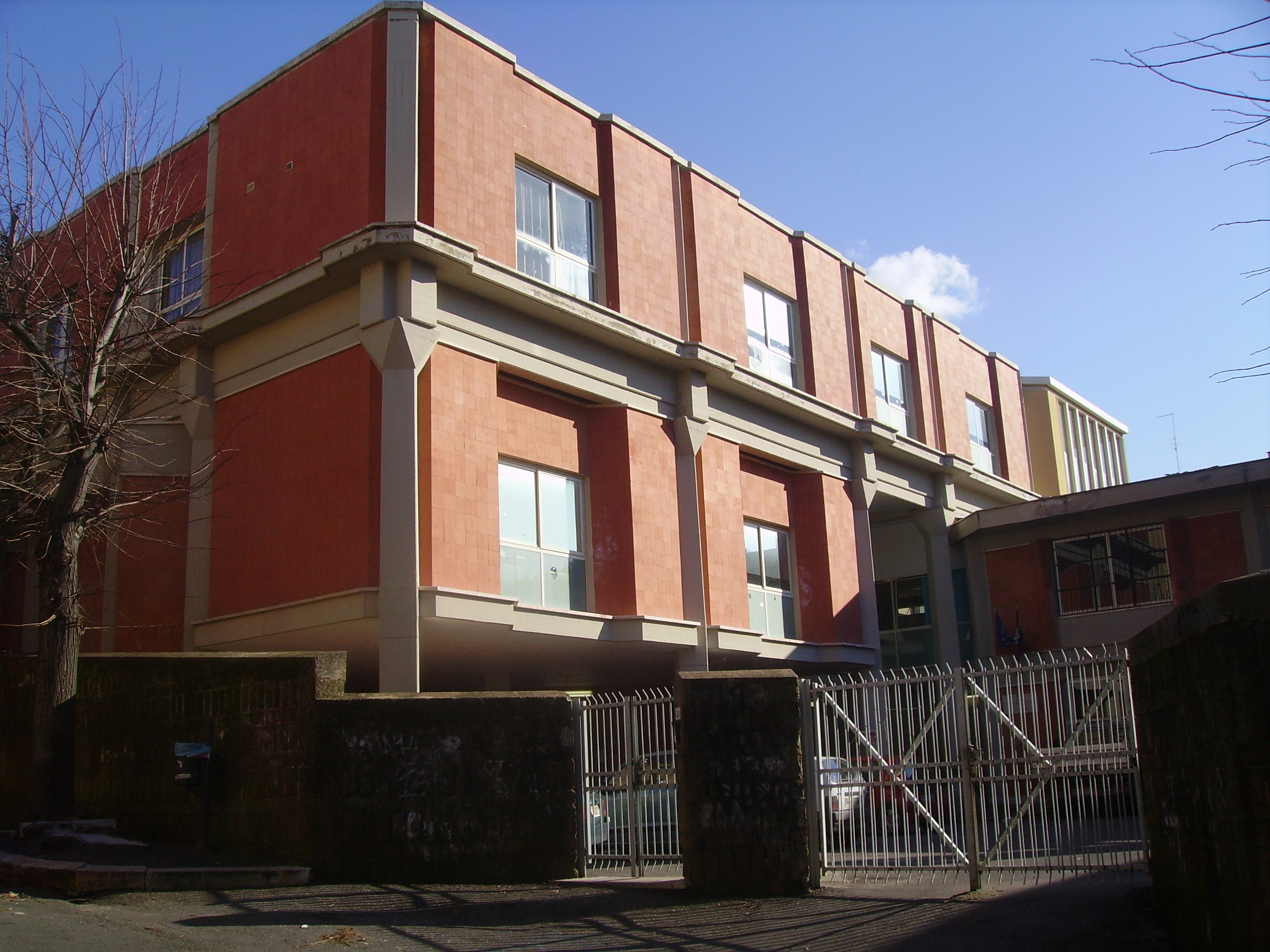
Ingresso principale del liceo classico "Ugo Foscolo" di Albano Laziale (1962).

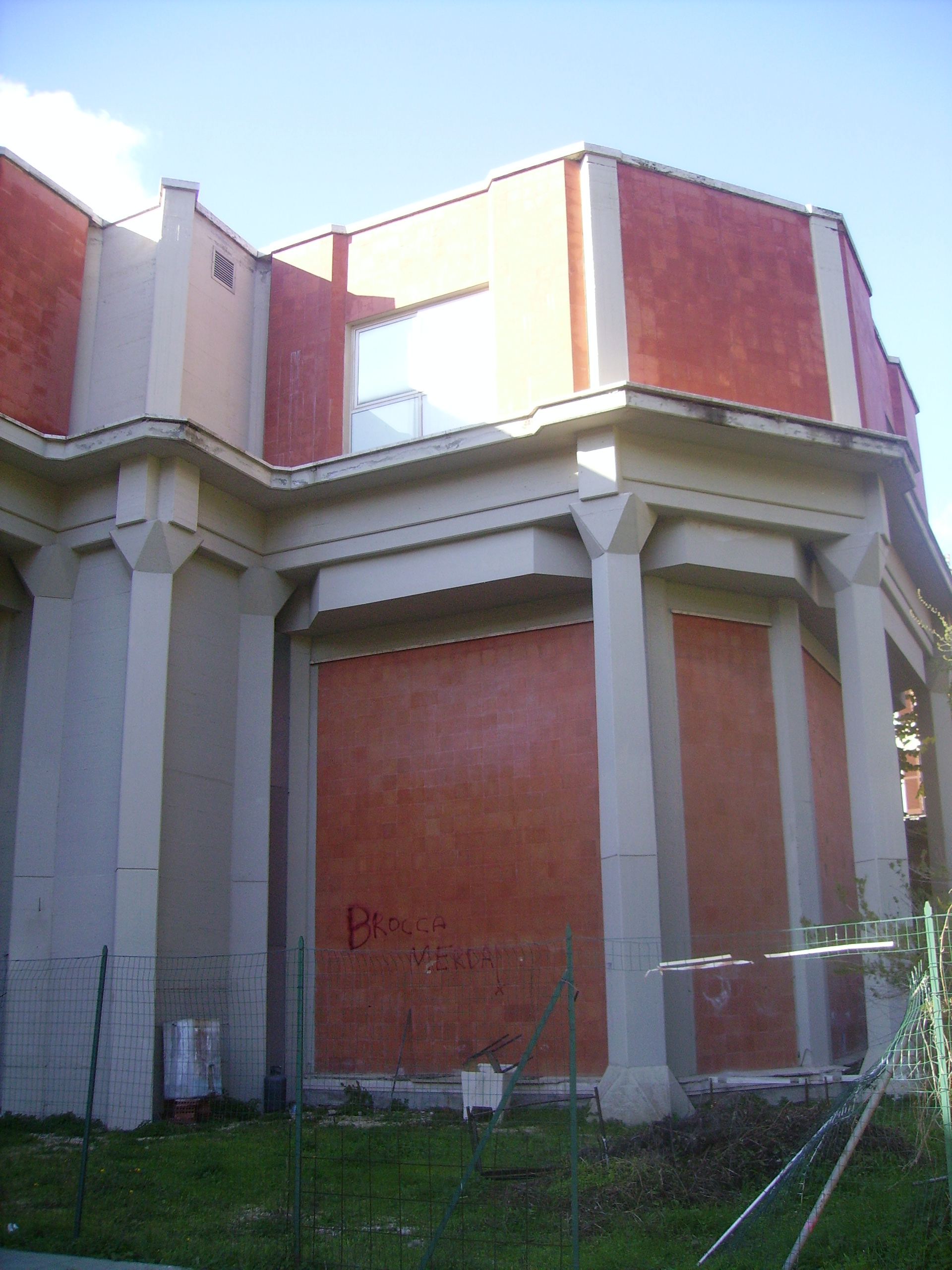
Albano Laziale, retro dell'aula magna del liceo classico "Ugo Foscolo".

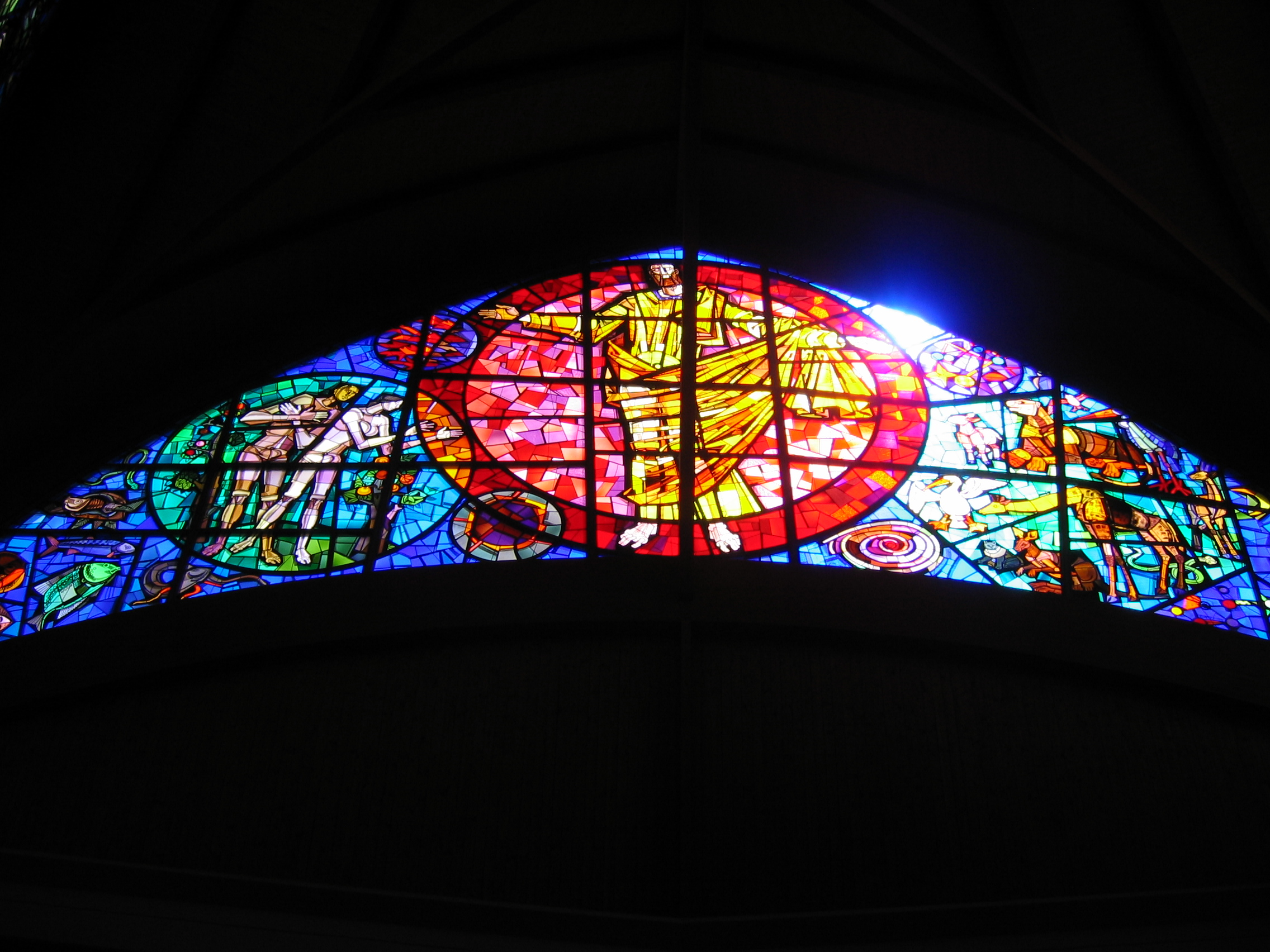
Vetrata del nuovo santuario di Paola (1997-2000).

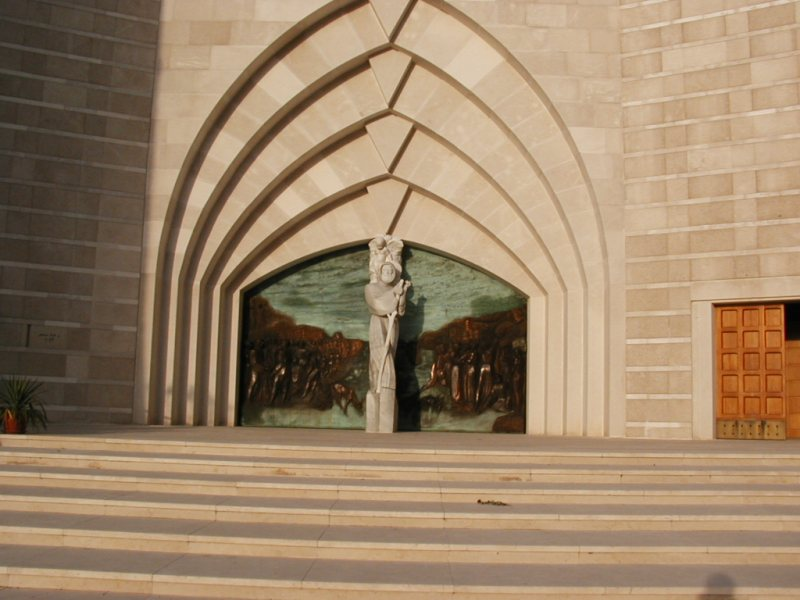
Paola, portale del nuovo santuario.

Nel 1960 diventò assistente volontario al corso di Caratteri stilistici e costruttivi dei monumenti della facoltà di Architettura dell'Università di Roma La Sapienza; dal 1965 al 1971 fu ancora assistente volontario al corso di Restauro dei monumenti, materia di cui diventò assistente di ruolo nel 1969. 
Nel 1971 fu professore incaricato di Storia dell'Architettura I all'Università di Pescara-Chieti; nel 1973 tornò alla Sapienza come titolare del corso di Istituzioni di storiografia architettonica presso la Scuola di specializzazione in restauro dei monumenti. Diventò professore ordinario di Storia dell'Architettura Moderna I alla Sapienza nel 1976.
Nel 1989 vinse il premio InArch per la critica storica con il suo libro "Fuori dal classicismo: sintetismo, tipologia, ragione nell'architettura del Cinquecento" (1984). Il suo progetto per la chiesa dei Santi Gioacchino e Anna di Cinecittà Est venne segnalato al Premio Regionale del Lazio InArch 1990.
Nel 1980 papa Giovanni Paolo II lo nominò membro della Pontificia Commissione Centrale per l'Arte Sacra; nel 1983 venne eletto presidente nazionale dell'Unione Cattolica Artisti Italiani; dal 1995 fu membro della Consulta nazionale dell'Ufficio Liturgico Nazionale della Conferenza Episcopale Italiana e consultore della Commissione Permanente per la tutela dei monumenti ctorici e artistici della Santa Sede. 
Nel 1997 Giovanni Paolo II lo scelse come architetto della Fabbrica di San Pietro, affidandogli l'incarico di restaurare la facciata della basilica vaticana in vista del Giubileo del 2000. Fu membro della commissione permanente per la tutela dei monumenti dello Stato della Città del Vaticano, commissioni di cui fu consulente fino alla morte. 
Dal 2007 fu consulente per il restauro del corpo maderniano e michelangiolesco della basilica di San Pietro in Vaticano e dal 2008 per il restauro del complesso architettonico e scultoreo di piazza San Pietro.
In ambito editoriale dal 1972 al 1987 diresse "Quaderni dell'Istituto di Storia dell'Architettura"; nel 1974 fondò la rivista "Storia-Architettura"; nel 1992 fu nominato direttore responsabile della rivista "Palladio".

## Opere

### Progetti
- Scuola elementare di via Como nella frazione Pavona di Albano Laziale (1960)[4]
- Sepolcro di monsignor Giovanni Battista Trovalusci nella cripta della basilica di San Barnaba apostolo a Marino (1961)
- Plesso della sede centrale del Liceo classico statale Ugo Foscolo ad Albano Laziale (1962)[4]
- Complesso residenziale Vecchioni ad Albano Laziale (1962)[4]
- Chiesa del Cuore Immacolato della Vergine Maria nel quartiere Villa Ferrajoli di Albano Laziale (1962)[4][5]
- Casa Petrucci ad Ariccia (1963)[4]
- PEEP planivolumetrico per il quartiere Rebibbia di Roma (1966, non realizzato)[4]
- PEEP planivolumetrico per il comune di Marino (1967, non realizzato)[4]
- Monumento ai Caduti in piazzale degli Eroi a Marino (1969, demolito 1988)[6]
- Casa bifamiliare Fortini-Bianchi in località Monte Gentile ad Ariccia (1969)[4]
- Complesso residenziale "La Conca d'Oro" ad Ariccia (1973)[4]
- Chiesa parrocchiale di Santa Rita da Cascia nella frazione di Cava dei Selci di Marino (1976)[4][7]
- Chiesa parrocchiale dei Santi Gioacchino ed Anna nel quartiere Cinecittà Est a Roma (1979)[4]
- Seminario Metropolitano di Potenza (1987)[4]
- Complesso parrocchiale di Sant'Alberto Magno nel quartiere Bufalotta di Roma (1988)[4]
- Chiesa parrocchiale di Santa Maria in località Setteville a Guidonia Montecelio (1992)[4]
- Nuovo ingresso visitatori dei Musei Vaticani, Città del Vaticano (1996)[4]
- Nuovo museo dell'Opera del Duomo di Orvieto (1997; non realizzato)[4]
- Santuario di San Francesco di Paola a Paola (1997)[4]
- Ascensore per il Museo civico di Villa Ferrajoli ad Albano Laziale (2003)[4]
- Nuovo poliambulatorio dell'Ospedale Bambino Gesù di Roma (2007)[4]

#### Restauri e recuperi
- Restauro della facciata della basilica di San Pietro in Vaticano, Città del Vaticano (1999)[4]
- Riqualificazione ambientale di piazza di Spagna e piazza Mignanelli a Roma (2002)[4]
- Restauro della facciata del palazzo di Propaganda Fide a Roma (2006)[4]

### Pubblicazioni
- Architettura come metafora. Pietro da Cortona "stuccatore", 1980.
- Fuori dal classicismo. Sintetismo, tipologia, ragione nell'architettura del Cinquecento, 1984.
- Gaetano Minnucci. Progetti 1896-1980. Vita, concorsi, progetti, opere di un protagonista del razionalismo, 1984.
- Letture di architettura. Saggi sul Cinquecento romano, 1988.
- Fuori dal classicismo. Il sintetismo nell'architettura del Cinquecento, 1993.
- Architettura sacra oggi. Evento e progetto. Architetture, 1995.
- L'architettura dell'Arcadia nel '700 romano, 1997.
- L'architettura religiosa contemporanea. Il caso italiano, 2000.
- La sagrestia della Basilica vaticana, 2002.
- I giorni del bianco e nero, 2002.
- Il palazzo del Vicariato alla Pigna. Palazzo Maffei Marescotti e i palazzi romani di Giacomo Della Porta, 2003.
- L'arte in Roma nel secolo XVI. L'architettura, 2003.
- Le mie architetture, 2015.